# Caudipteryx
Caudipteryx (que significa "pena da cauda") é um gênero de dinossauros terópodes do tamanho de um pavão que viveu o estágio Barremiano do início do Cretáceo (há cerca de 124,6 milhões de anos). Eles eram emplumados e extremamente parecidos com pássaros em sua aparência geral, a ponto de alguns paleontólogos pensarem que era um pássaro. Duas espécies foram descritas: C. zoui (a espécie-tipo), em 1998, e C. dongi, em 2000.
Os fósseis de Caudipteryx foram descobertos pela primeira vez na Formação Yixian da área de Sihetun, na província de Liaoning, nordeste da China, em 1997.

## Descrição

Tamanho comparado ao humano

Caudipteryx, como muitos outros maniraptoranos, tem uma mistura de características anatômicas de répteis e aves.
A sua cauda curta era rígida na ponta, com poucas vértebras, como nas aves e outros oviraptorossauros. Possui pelve e ombro primitivos e detalhes primitivos do crânio nas fenestras quadratojugal, esquamosal, quadrada, jugal e mandibular (na bochecha, mandíbula e articulação da mandíbula). Tem um esqueleto de mão com um terceiro dedo reduzido, como o dos pássaros primitivos e do oviraptorídeo Heyuannia.

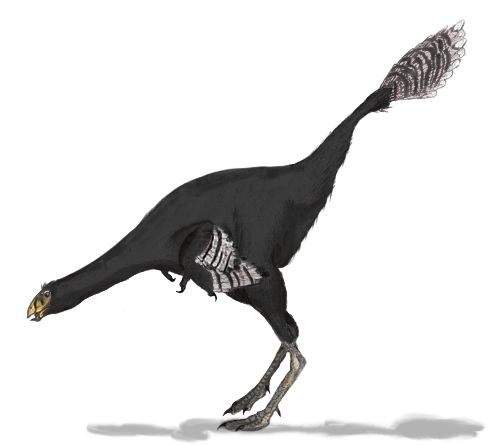
Restauração do animal em vida

Caudipteryx tinha processos uncinados nas costelas, dentes semelhantes a pássaros, um primeiro dedo do pé que pode ou não ser parcialmente invertido e proporções gerais do corpo comparáveis às dos pássaros modernos que não voam. O tamanho de C. zoui é estimado em 65 cm de comprimento e 2,2 kg de massa corporal, enquanto C. dongi é considerado um pouco maior, com 80 cm de comprimento e 2,3 kg de massa corporal.

## Paleobiologia

### Penas

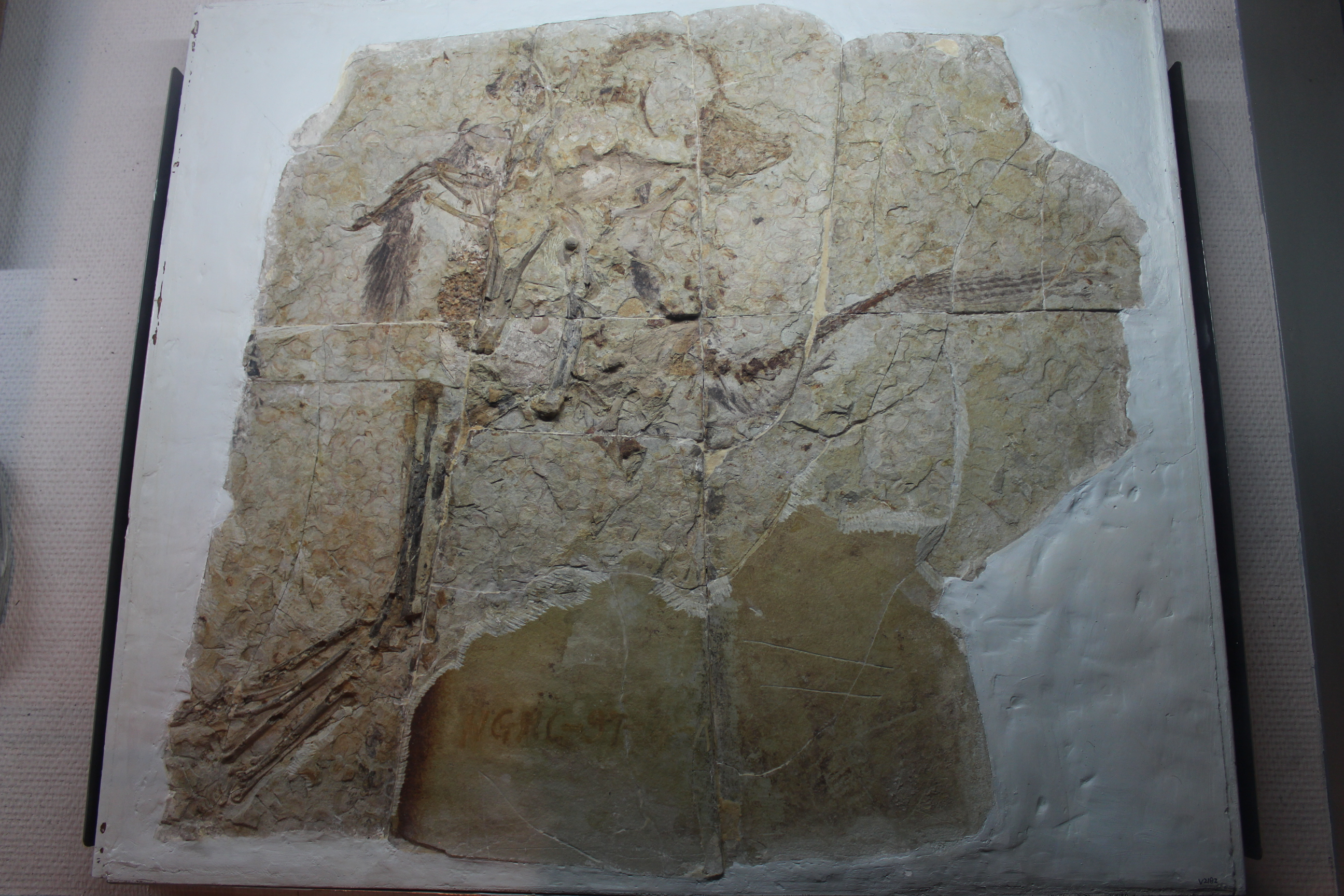
Holótipo de C. zoui, com impressões de penas e conteúdo estomacal preservado, Museu Geológico da China

As mãos do Caudipteryx sustentavam penas simétricas e penáceas que tinham palhetas e farpas, medindo entre 15 a 20 centímetros de comprimento. As penas primárias foram dispostas em um leque semelhante a uma asa ao longo do segundo dedo, assim como as penas primárias de pássaros e outros maniraptoranos. Nenhum fóssil de Caudipteryx zoui preserva quaisquer penas secundárias presas aos antebraços, como encontrado em dromeossaurídeos, Archaeopteryx e pássaros modernos.
Seu corpo estava coberto de penas pretas, com um padrão de faixas visível preservado nas penas da cauda.

### Dieta

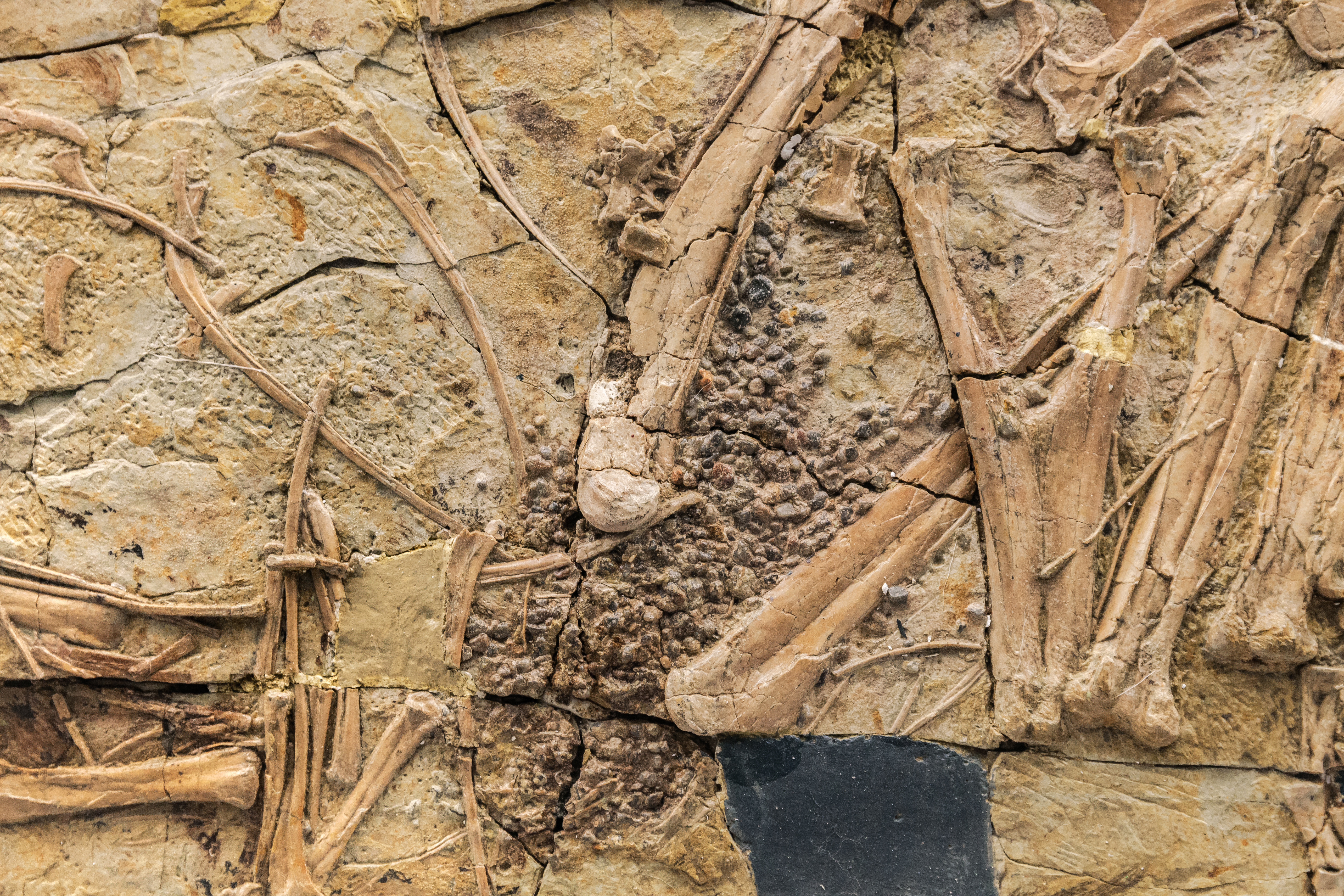
Gastrólitos na região do estômago do espécime C. zoui BPV 085, Museu Nacional de Ciências Naturais

Caudipteryx é pensado para ter sido um onívoro. Em pelo menos dois espécimes de Caudipteryx (NGMC 97 4 A e NGMC 97 9 A), foram encontrado gastrólitos preservados. Como em alguns dinossauros herbívoros, o avialano Sapeornis e pássaros modernos, esses gastrólitos permanecem na posição onde as moelas dos animais estariam.

## Classificação

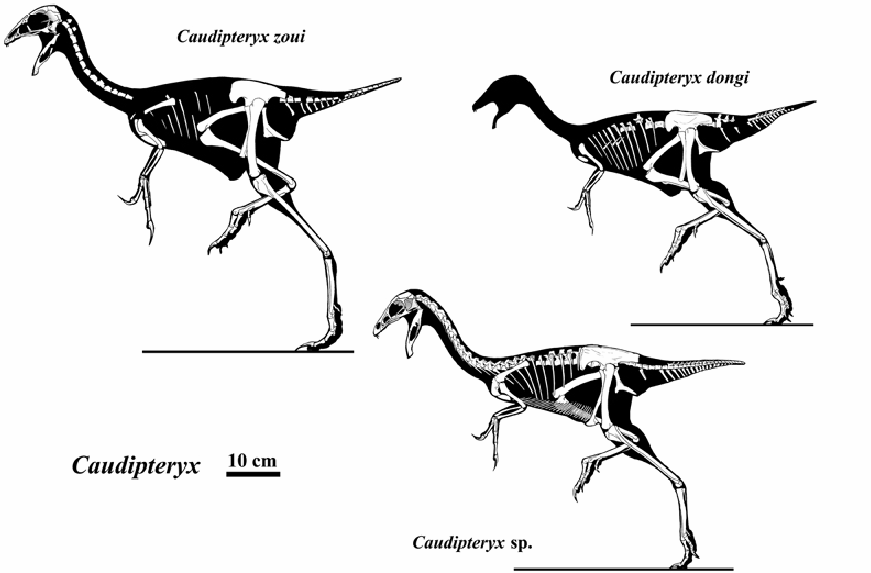
Restaurações esqueléticas de três espécimes

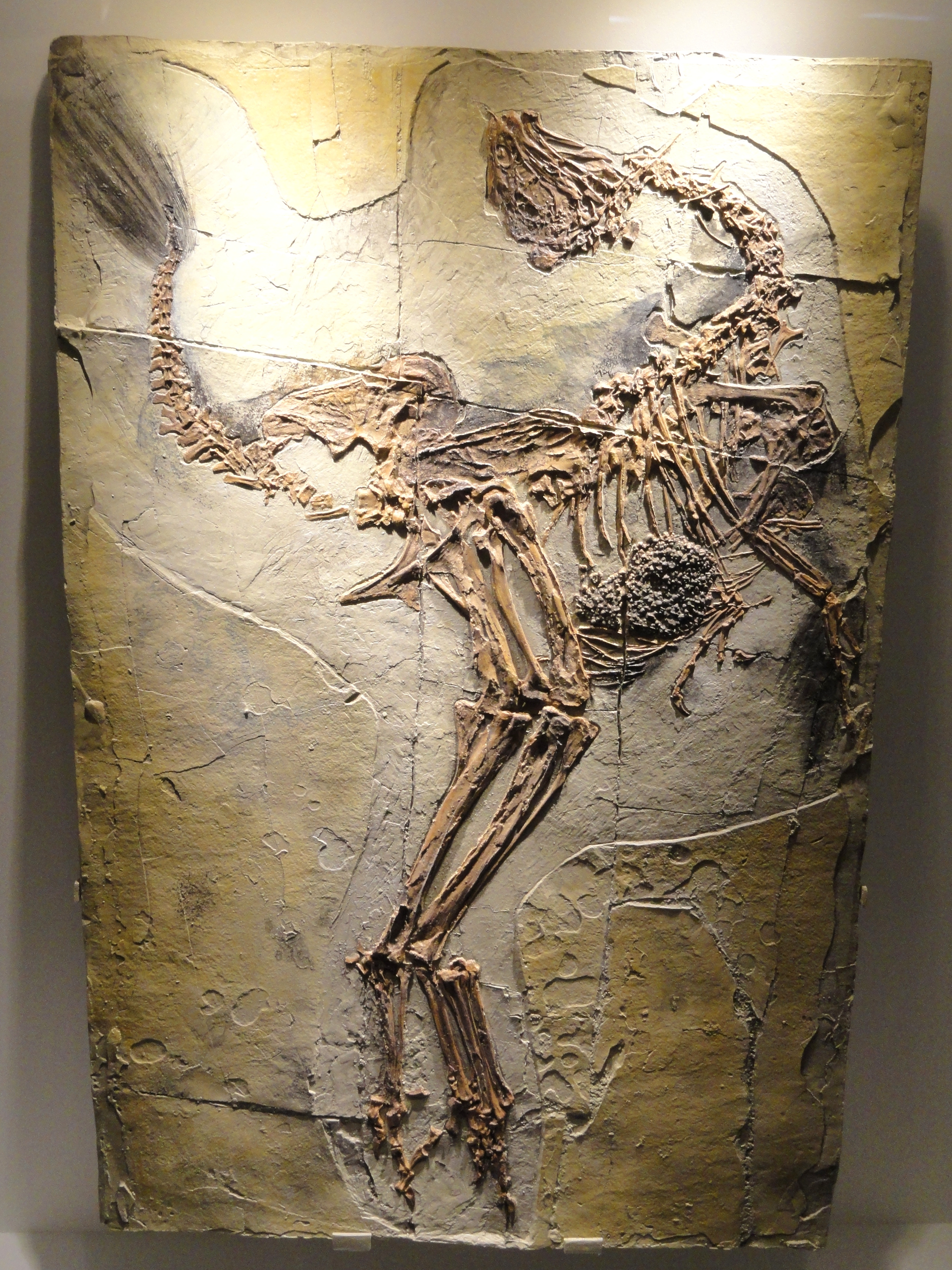
Molde de um espécime de C. zoui, Museu de Ciências Naturais de Houston

Como o Caudipteryx tem penas penáceas claras e inequívocas, como as aves modernas, e porque várias análises cladísticas o recuperaram consistentemente como um dinossauro oviraptorídeo não aviário, ele forneceu, no momento de sua descrição, a evidência mais clara e sucinta de que as aves evoluíram de dinossauros. Lawrence Witmer declarou: “A presença de penas inequívocas em um terópode inequivocamente não aviário tem o impacto retórico de uma bomba atômica, tornando ridícula qualquer dúvida sobre as relações terópodes dos pássaros.”
No entanto, nem todos os cientistas concordaram que o Caudipteryx era inequivocamente não aviário, e alguns deles continuaram a duvidar desse consenso geral. O paleornitólogo Alan Feduccia vê o Caudipteryx como uma ave que não voa, evoluindo de dinossauros arcossauros anteriores, em vez de terópodes tardios. Jones e outros. (2000) consideram que Caudipteryx era uma ave com base em uma comparação matemática das proporções do corpo de aves que não voam e terópodes não aviários. Dyke e Norell (2005) criticaram este resultado por falhas em seus métodos matemáticos e produziram resultados próprios que sustentavam a conclusão oposta.
Outros pesquisadores normalmente não envolvidos no debate sobre as origens das aves, como Zhou, reconheceram que as verdadeiras afinidades do Caudipteryx eram discutíveis. A visão de consenso, baseada em várias análises cladísticas, é que o Caudipteryx é um membro basal (primitivo) do Oviraptorosauria. Estes são dinossauros terópodes não aviários. O Incisivosaurus é considerado o único oviraptorossauro mais primitivo que o Caudipteryx.
Halszka Osmólska et al. (2004) fez uma análise cladística que chegou a uma conclusão diferente. Eles descobriram que as características mais semelhantes a pássaros dos oviraptorídeos realmente colocam todo o clado dentro do próprio Aves, o que significa que Caudipteryx é tanto um oviraptorídeo quanto um pássaro. Em sua análise, as aves evoluíram de terópodes mais primitivos, e uma linhagem de aves tornou-se incapaz de voar, reevoluiu algumas características primitivas e deu origem aos oviraptorídeos. Esta análise foi persuasiva o suficiente para ser incluída em livros didáticos de paleontologia como Vertebrate Paleontology de Benton (2005). A visão de que o Caudipteryx era secundariamente incapaz de voar também é preferida por Gregory S. Paul, Lü et al., e Maryańska et al.
Outros, como Stephen Czerkas e Larry Martin, concluíram que Caudipteryx não é um dinossauro terópode. Eles acreditam que o Caudipteryx, como todos os maniraptoranos, é uma ave que não voa, e que as aves evoluíram de arcossauros não-dinossauros.

## Paleoecologia
Todos os fósseis de Caudipteryx foram recuperados da Formação Yixian em Liaoning, China. Especificamente, eles vêm de uma pequena área do leito de Jianshangou, perto da cidade de Zhangjiakou. Eles parecem ter sido bastante comuns, embora isolados nesta pequena região. A região específica em que o Caudipteryx viveu era o lar dos outros dinossauros emplumados Dilong e Sinornithosaurus.